# Menfi
Menfi (egyik elnevezése szicíliai nyelven Mènfici) település Olaszországban, Szicília régióban, Agrigento megyében. Lakosainak száma 11 814 fő (2023. január 1.). Menfi Castelvetrano, Montevago, Santa Margherita di Belice, Sciacca és Sambuca di Sicilia községekkel határos.

## Népesség
A település lakossága az elmúlt években az alábbi módon változott:
| Lakosok száma | 12 725 | 12 471 | 11 814 |
|               | 2013   | 2018   | 2023   |